# HD 219279
HD 219279，又名BD-11 6032，SAO 165578、HR 8836，是一颗恒星，视星等为6.12，位于銀經64.11，銀緯-61.92，其B1900.0坐标为赤經23h 9m 27.4s，赤緯-11° -61.92′ 57″。